# Magnalio
El magnalio es una aleación de aluminio, Al, con un contenido del 0,5 al 10 % de magnesio, Mg. La presencia de este elemento aumenta la dureza, la tenacidad y la resistencia a la tracción. También disminuye la densidad. Se transforma por laminación y moldeo, y es empleado en la construcción aeronáutica y de automóviles, así como en la industria química y de la alimentación. 